# Zeehan
Zeehan is een plaats in de Australische deelstaat Tasmanië en telt 845 inwoners (2006). In 1882 werden belangrijke zilver- en loodaders ontdekt nabij Zeehan waarna de plaats uitgroeide tot een belangrijk mijnbouwcentrum. Er woonden bijna 10.000 mensen en er waren 26 hotels. Na 1908 namen de opbrengsten uit de mijnbouw sterk af en raakte de plaats in verval.